# David Eddings
David Eddings, född 7 juli 1931 i Spokane, Washington, död 2 juni 2009 i Carson City, Nevada, var en amerikansk författare, mest känd som fantasyförfattare. Han skrev flera framgångsrika bokserier inom fantasygenren, som Sagan om Belgarion och Sagan om Elenien. Han skrev även fristående böcker och kortare bokserier som Drömmarna och Tjuven Althalus. Utöver författarskapet undervisade han även på college, arbetade i speceriaffär och avtjänade ett fängelsestraff för barnmisshandel.

## Biografi
Eddings föddes den 7 juli 1931 i Spokane i delstaten Washington i nordvästra USA.

### Collegetid och militärtjänstgöring
Eddings gick ut high school 1949. Ett år senare skrev han in sig på Junior college, där hans huvudämnen var retorik, drama och engelska. Eddings tilldelades ett stipendium för studier på Reed College i Portland, Oregon. Efter att skrivit sitt examensarbete, i form av en roman, blev Eddings inkallad till värnplikt. Eftersom han hade läst tyska blev han skickad till Tyskland. Utöver det rent militära fick han då tillfälle att resa runt i Europa.
Efter avslutad militärtjänst 1956 återvände Eddings till USA. Efter att jobbat ett år skrev han in sig på University of Washington i Seattle. Studierna innefattade modern amerikansk skönlitteratur, klassisk litteratur och den medeltida romansen. Framför allt de två sistnämnda framträder mer eller mindre tydligt i hans verk.
Efter fyra år av studier började Eddings arbeta som försäljare på Boeing. Där träffade han Leigh som han gifte sig med den 27 oktober 1962.
Eddings undervisade i engelska på college i ett par år. 

### Fängelsestraff för barnmisshandel
David och Leigh Eddings adopterade sonen Scott David 1966, samt en yngre flicka mellan 1966 och 1969. 1970 förlorade paret vårdnaden av båda barnen efter att de erkänt sig skyldiga till barnmisshandel. Under rättegången vittnade tolv olika personer mot paret, bland annat en läkare som uppgav att paret höll den fyraåriga adoptivsonen instängd i en bur i ett skrymsle under trappan. David och Leigh Eddings dömdes vid två separata rättegångar till var sitt år i fängelse.[källa behövs]

### Genombrott som fantasyförfattare
Efter fängelsetiden slutade Eddings som lärare och flyttade, tillsammans med Leigh, till Denver. Här började han, med assistans från hustrun, skriva High Hunt på fritiden samtidigt som han arbetade i speceriaffär. High Hunt publicerades men blev ingen storsäljare. Paret Eddings flyttade till Spokane. David och Leigh skrev här ett antal romaner som aldrig blev publicerade, däribland Hunsecker's Ascent som handlade om bergsklättring. Efter några år kom Eddings att plocka upp ett exemplar av Sagan om ringen i en bokhandel. Han blev förvånad över att se att Tolkiens böcker fortfarande sålde bra. När han öppnade boken, och upptäckte att den var uppe i sin sjuttioåttonde upplaga, inspirerades han till att börja skriva Sagan om Belgarion.
Eddings har understrukit att samtliga hans romaner är skrivna med stor hjälp av Leigh. Från och med Belgarath Besvärjaren, noterades båda makarna som medförfattare till boken.

### Sjukdom och bortgång
Den 26 januari 2007 brände David Eddings av misstag upp en fjärdedel av sitt kontor, precis bredvid sin bostad, samt sin sportbil och de flesta originalmanuskript till romanerna. Branden uppstod när han sköljde ur bensintanken till sin sportbil med vatten. Nyfiken på om vätskan fortfarande var antändlig tände han en bit papper och kastade det i pölen. Han led av demens under sina sista år.
Den 28 februari 2007 avled hans hustru Leigh Eddings av en rad slaganfall, 69 år gammal.
Eddings avled vid 77 års ålder den 2 juni 2009 och bodde fram tills sin död i Carson City, Nevada i sydvästra USA.